# Shinseikai
El Shinseikai (japonés: 新政会, "Sociedad de las Nuevas Políticas") fue un partido político en Japón. Estuvo activo entre 1917 y 1920.

## Historia
El partido se estableció en octubre de 1917 como una fusión del Ishinkai (39 escaños) y un grupo de 12 miembros independientes de la Dieta Nacional, convirtiéndose en el tercer partido más grande en la Cámara de Representantes. Sin embargo, en febrero de 1918, alrededor de la mitad de sus miembros se separaron para formar el Club Seiwa. Otros cuatro miembros se fueron en febrero de 1920, y el partido perdió casi todos sus escaños en las elecciones de mayo de 1920. Al mes siguiente, su único miembro fue uno de los fundadores del Club Kōshin, junto con el Club Seikō y algunos independientes.